# Sandra Lewandowska
Sandra Magdalena Lewandowska (Jelenia Góra; 8 de Junho de 1977 — ) é um político da Polónia. Ela foi eleito para a Sejm em 25 de Setembro de 2005 com 5215 votos em 21 no distrito de Opole, candidato pelas listas do partido Samoobrona Rzeczpospolitej Polskiej.